# ホセマリア・エスクリバー
聖ホセマリア・エスクリバー・デ・バラゲル（Josemaría Escrivá de Balaguer、1902年1月9日 - 1975年6月26日）はスペイン生まれのローマ・カトリック教会の聖人。オプス・デイ属人区の創立者。2002年、教皇聖ヨハネ・パウロ2世によって列聖された。聖人としての記念日は帰天日の6月26日である。遺体は平和の聖マリア教会に安置されている。

## 生涯
- 1902年（明治35年）1月9日 - スペイン北東部のバルバストロ市で誕生[6]。
  - 父はホセ、母はドローレス。6人兄弟の2番目で、敬虔なカトリックの家庭で育つ。

- 1915年（大正4年）- 父親の織物事業が破産したため、ログローニョ市へ引っ越す。（13歳）
  - ログローニョ、サラゴサの神学校に通い、神学を学び、同時に父の勧めで法学の勉強を開始[7]。
- 1924年（大正13年）- 父・ホセが死去。（22歳）
- 1925年（大正14年）3月28日 - 司祭叙階。農村の小教区の後にサラゴサで司祭を務める。（23歳）
- 1927年（昭和2年） - 法学博士取得のため、司教の許可を得てマドリードに移る。（25歳）
- 1928年（昭和3年）10月2日 - マドリードにてオプス・デイを創立。（26歳）
- 1936年（昭和11年） - スペイン内戦の勃発で反宗教の迫害があった中でも、マドリードを離れるまでの間、非合法を承知で隠れて司牧活動を継続。（34歳）
  - ピレネー山脈を越えてフランス南部に入った後、スペインのブルゴスに移る。
- 1939年（昭和14年）- スペイン内乱が終わり、マドリードに戻る。数年後、法学博士号を取得。（38歳）
- 1946年（昭和21年）- ローマに移り、ラテラノ大学で神学博士号を取得。（45歳）
  - バチカンの二つの省の顧問、教皇庁神学院会員を歴任。教皇付き名誉高位聖職者（モンシニョール）の称号を授与される。
- 1970年（昭和45年）～ 1975年（昭和50年）- メキシコ、イベリア半島、中南米を訪問。
- 1975年（昭和50年）6月26日 - ローマの本部で心不全で死去。（73歳）
- 1992年（平成4年）5月17日 - ヨハネ・パウロ2世により列福され、「福者ホセマリア・エスクリバー」となる。
- 2002年（平成14年）10月6日 - ローマの聖ペトロ広場において、ヨハネ・パウロ2世により列聖され、「聖ホセマリア・エスクリバー」となる[8]。列聖調査を可能にした奇跡は、両手に重大な疾患（放射性皮膚炎）を負ったスペイン人医師の奇跡的な治癒[9]。

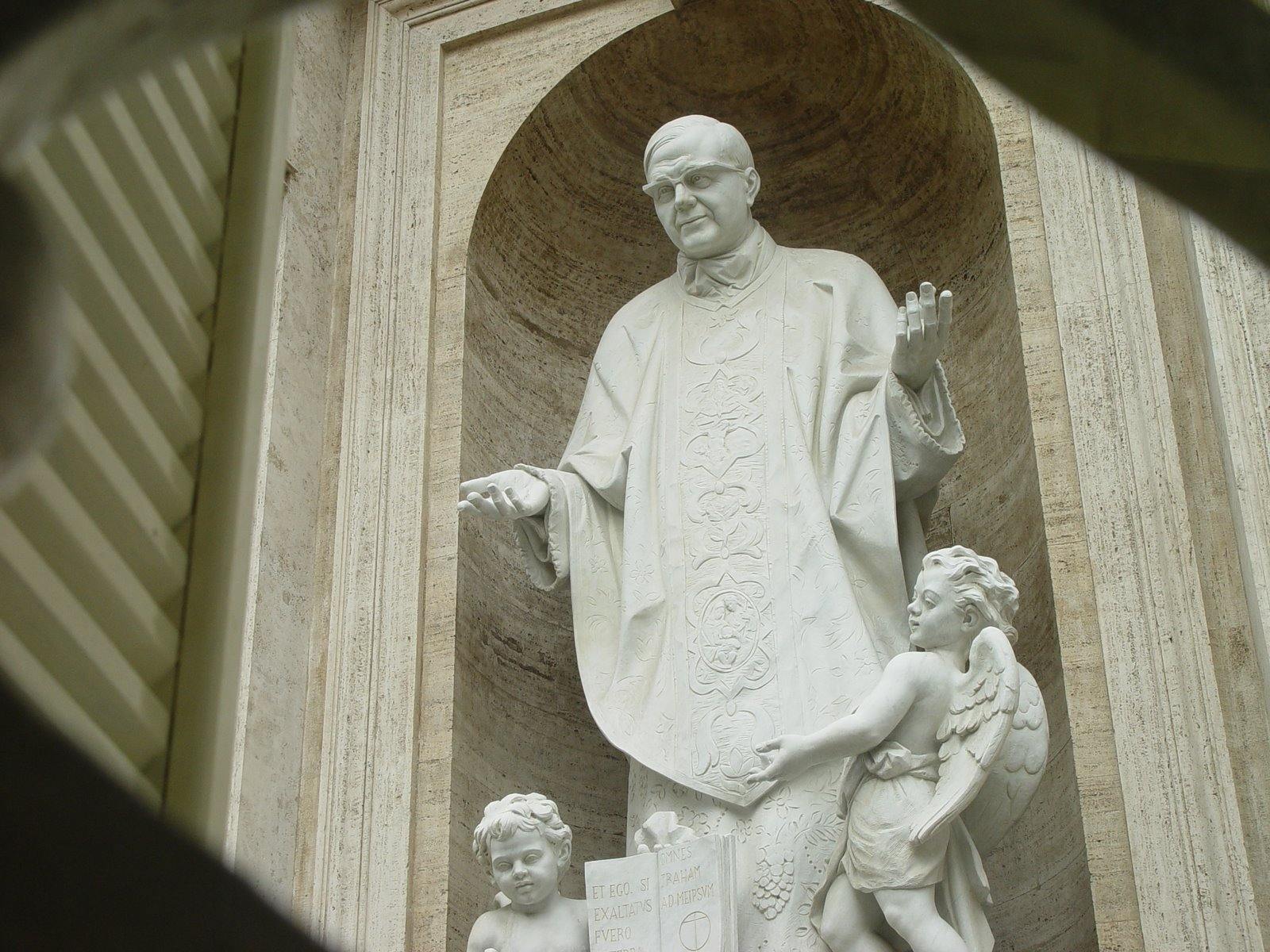
聖ホセマリアの像

- 2005年（平成17年）8月30日 - 聖ホセマリアの彫刻がバチカンの聖ペトロ大聖堂の外壁に安置された（ロマーノ・コッシ製作、高さ5m）[10]。祝別式は教皇ベネディクト16世によって行われた[11]。

## 著書
- 黙想の本：『道』
- 黙想の本：『拓（ひらく）』
- 黙想の本：『鍛（きたえる）』
- 黙想の本：『聖なるロザリオ』
- 黙想の本：『十字架の道行（みちゆき）』
- 説教集：『知識の香（かおり）』
- 説教集：『神の朋友（とも）』
- 『教会を愛する』（アルバロ・デル・ポルティーリョとの共著）

## 主な伝記
- 『天と地をつなぐ　属人区オプス・デイ創立者ホセマリア・エスクリバー小伝』（中井俊已著、セイドー外国語研究所 2002年、ISBN 978-4791503599）
- 『聖ホセマリア・エスクリバー　天と地をつなぐ道』（中井俊已著、ドン・ボスコ社、2019年）※本書は上記の改訂版である。
- 『オプス・デイと聖ホセマリア・エスクリバー神父』（いつくしみセンター編集・発行、ISBN 4-902144-05-0）
- 『パドレの思い出オプス・デイ創立者について　後継者とのインタビュー』（アルバロ・デル・ポルティーリョ著、郡山敬訳、小寺左千夫監修、精道教育促進協会発行 1998年、ISBN 978-4791503261）
- 『ホセマリア・エスクリバー　オプス・デイ創立者小伝』（サルバドル・ベルナル著、精道教育促進協会スタッフ訳、精道教育促進協会発行 1985年）
- 『ホセマリア・エスクリバーの伝記神に《はい！》と答えた人の物語』（カルセレス・トーラ共著、吉津喜久子訳、村林祥子監修、精道教育促進協会発行 1998年、ISBN 978-4791503254）、小中学生向け絵本

## 聖ホセマリアの取り次ぎを求める祈り
祈り：神よ、御身（おんみ）は聖母の取次ぎを通して、主の司祭・聖ホセマリアに数々の御恵みを与え、専門職とキリスト者としての日々の務めを果たしつつ聖性を求める道、オプス・デイ創立の忠実な道具となさいました。どうか私もまた、日常生活のあらゆる瞬間と状況を主を愛する機会とし、信仰と愛の光をもって地上を照らし、教会と教皇、そしてすべての人々に喜びと真心を込めて仕えることができますように。聖ホセマリアの取次ぎによって、私の願い（ここでお願いをする）をお聴き入れください。アーメン。

主の祈り　アヴェ・マリアの祈り　栄唱

## 聖ホセマリアへの信心
近年、聖ホセマリアへの信心が世界中に広がっており、「聖ホセマリア・エスクリバーの取り次ぎを求める祈り」が様々な言語に訳されている。また、「聖ホセマリアへの九日間の祈り（ノベナ）」がいくつか存在しており、日本語版は教友社によって出版されている。
- 『聖ホセマリア・エスクリバーへの 仕事のための九日間の祈り』（フランシスコ・ファウス著、酒井俊弘訳、教友社 2014年）ISBN 978-4-902211-99-3
  - 説明：仕事を見つけたい方、または霊的な意味で仕事そのものを見つめ直したい方へ。私たちにとって不可欠の日常の仕事は、キリスト教信仰とどのようにつながっているのかを知るためにも最適（カラー版の小冊子）。
- 『聖ホセマリア・エスクリバーへの 病者のための九日間の祈り』（フランシスコ・ファウス著、酒井俊弘訳、教友社 2014年）ISBN 978-4-902211-86-3
  - 説明：病人本人、あるいは病者のために祈りたい方、どちらでも使うことができる（カラー版の小冊子）。
- 『聖ホセマリア・エスクリバーへの 家族のための九日間の祈り』（フランシスコ・ファウス著、酒井俊弘訳、教友社 2015年）ISBN 978-4-907991-06-7
  - 説明：聖家族を規範に、真のキリスト教的家庭を作り上げるための九日間の祈り（カラー版の小冊子）。

## 映画化
ローランド・ジョフィ監督が2011年に作った、スペイン内戦を主題とした「フロントミッション：革命の反逆者たち」（英語：There be dragons）という映画で若い頃のホセマリア神父が登場する。

## ドキュメンタリー
近年、聖ホセマリアに関するドキュメンタリーが多数作られてきた。
- 「信仰があれば」（1999年）
- 「日常生活の聖人」

## 関連事項
- カトリック教会
- オプス・デイ
- 第２バチカン公会議
- 教皇庁立聖十字架大学 - ローマにある教皇庁立大学
- 長崎精道小学校・中学校 （女子校、長崎市）- ホセマリア・エスクリバーの後押しで開校された学校
- 精道三川台小学校・中学校・高等学校 （男子校、長崎市）- 同上